# Natale col boss
Natale col boss è un film italiano del 2015 diretto da Volfango De Biasi.

## Trama
Alex e Dino, due affermati  chirurghi plastici che operano a Milano, sono specializzati nel cambiare i connotati dei loro pazienti con pochi e delicati colpi di bisturi. 
Leo e Cosimo invece sono due maldestri poliziotti sulle tracce di un pericoloso e potente boss napoletano di cui nessuno conosce il volto; questi  fa rapire e condurre a Napoli Alex e Dino, si sottopone a un intervento di chirurgia plastica ma, per un equivoco, anziché ottenere le sembianze di Leonardo Di Caprio, ottiene quelle di Peppino di Capri.

## Produzione
Peppino Di Capri nella parte del boss è doppiato da Gaetano Amato, l'attore che interpreta il criminale prima dell'intervento chirurgico. Lo stesso vale per Antonella Clerici, doppiata da Roberto D'Alessandro, l'interprete di Tappabuco.

## Colonna sonora
La colonna sonora del film è stata composta da Greg e Attilio Di Giovanni.
Le canzoni originali presenti nel film sono:
- Kinky Lady, Disneyana e Get Ready composte da Gregori e Di Giovanni cantate da Ilaria Della Bidia.
- Rapolitano, rap composto da Gregori e Di Giovanni e cantato da Francesco Di Leva.
- Fiumi di champagne composta dal rapper Gué Pequeno e Peppino di Capri, canzone che accompagna i titoli di coda del film. Nel video è compresa una comparsa della cantante neomelodica Nancy Coppola.

## Distribuzione
Il 18 novembre 2015 è uscito il primo trailer. Il film è uscito nelle sale italiane il 16 dicembre. All'uscita del film è legata anche la produzione della serie web e TV "Lo Staggista", andata in onda su Mtv e primo esempio di contaminazione tra web, cinema e televisione in Italia.

## Accoglienza
Il film nel primo weekend incassò 1218512 € mentre in totale ha incassato 7526422 €.
Il film è stato accolto positivamente sia dalla critica sia dal pubblico. Paola Casella su MYmovies.it dà al film 3.5 stelle su 5, con il consenso "una commedia ben scritta, ben girata, ben montata e benissimo recitata, con un sorprendente Peppino Di Capri: il futuro del cinepanettone".

## Riconoscimenti
- Nastro d'argento
  - 2015 - Premio Nino Manfredi - Premio speciale per la commedia per Natale col boss a Lillo e Greg